# Megan Gerety
Megan C. Gerety (ur. 14 października 1971 w Anchorage) – amerykańska narciarka alpejska, specjalistka konkurencji szybkościowych.

## Kariera
Po raz pierwszy na arenie międzynarodowej pojawiła się w 1990 roku, startując na mistrzostwach świata juniorów w Zinal, gdzie zajęła 19. miejsce w gigancie. Był to jej jedyny start na imprezach tego cyklu.
W zawodach Pucharu Świata zadebiutowała 15 marca 1991 roku w Vail, zajmując piąte miejsce w zjeździe. Tym samym już w swoim debiucie wywalczyła pierwsze pucharowe punkty. Nigdy nie stanęła na podium zawodów PŚ, choć była między innymi pięciokrotnie piąta (cztery razy w zjeździe i raz w supergigancie). Najlepsze wyniki osiągnęła w sezonie 2000/2001, kiedy to w klasyfikacji generalnej zajęła 33. miejsce, a w klasyfikacji zjazdu była dziesiąta.
Podczas mistrzostw świata w St. Anton w 2001 roku zajęła czwarte miejsce w zjeździe, przegrywając walkę o podium z Niemką Hilde Gerg o 0,07 sekundy. Była też między innymi piąta w tej konkurencji na mistrzostwach świata w Sierra Nevada w 1996 roku oraz ósma na rozgrywanych trzy lata później mistrzostwach świata w Vail/Beaver Creek. W 1994 roku wystąpiła na igrzyskach olimpijskich w Lillehammer, gdzie nie ukończyła supergiganta, a w zjeździe zajęła dwudziestą pozycję.
Jest żoną byłego amerykańskiego alpejczyka, Tommy’ego Moe.

## Osiągnięcia

### Igrzyska olimpijskie
| Miejsce | Dzień     | Rok  | Miejscowość | Konkurencja | Czas biegu | Strata | Zwyciężczyni    |
| ------- | --------- | ---- | ----------- | ----------- | ---------- | ------ | --------------- |
| DNF     | 15 lutego | 1994 | Lillehammer | Supergigant | 1:22,15    | -      | Diann Roffe     |
| 20.     | 19 lutego | 1994 | Lillehammer | Zjazd       | 1:21,22    | +2,31  | Katja Seizinger |

### Mistrzostwa świata
| Miejsce | Dzień       | Rok  | Miejscowość       | Konkurencja | Czas biegu | Strata | Zwyciężczyni          |
| ------- | ----------- | ---- | ----------------- | ----------- | ---------- | ------ | --------------------- |
| 18.     | 11 lutego   | 1993 | Morioka           | Zjazd       | 1:27,38    | +1,50  | Kate Pace             |
| 24.     | 14 lutego   | 1993 | Morioka           | Supergigant | 1:33,52    | +2,31  | Katja Seizinger       |
| 21.     | 12 lutego   | 1996 | Sierra Nevada     | Supergigant | 1:21,00    | +2,06  | Isolde Kostner        |
| 5.      | 18 lutego   | 1996 | Sierra Nevada     | Zjazd       | 1:54,06    | +0,89  | Picabo Street         |
| 17.     | 19 lutego   | 1996 | Sierra Nevada     | Kombinacja  | 3:19,68    | +22,38 | Pernilla Wiberg       |
| 30.     | 11 lutego   | 1997 | Sestriere         | Supergigant | 1:23,50    | +3,81  | Isolde Kostner        |
| 25.     | 15 lutego   | 1997 | Sestriere         | Zjazd       | 1:41,18    | +3,63  | Hilary Lindh          |
| DNF     | 3 lutego    | 1999 | Vail/Beaver Creek | Supergigant | 1:20,53    | -      | Alexandra Meissnitzer |
| 8.      | 7 lutego    | 1999 | Vail/Beaver Creek | Zjazd       | 1:48,20    | +1,10  | Renate Götschl        |
| 4.      | 29 stycznia | 2001 | St. Anton         | Supergigant | 1:23,44    | +0,15  | Régine Cavagnoud      |
| 17.     | 6 lutego    | 2001 | St. Anton         | Zjazd       | 1:36,20    | +2,56  | Michaela Dorfmeister  |

### Mistrzostwa świata juniorów
| Miejsce | Dzień    | Rok  | Miejscowość | Konkurencja | Czas biegu | Strata | Zwyciężczyni  |
| ------- | -------- | ---- | ----------- | ----------- | ---------- | ------ | ------------- |
| 19.     | 23 marca | 1990 | Zinal       | Gigant      | 2:23,17    | +5,73  | Manuela Umele |

### Puchar Świata

#### Miejsca w klasyfikacji generalnej
- sezon 1990/1991: 60.
- sezon 1991/1992: 94.
- sezon 1992/1993: 47.
- sezon 1993/1994: 61.
- sezon 1994/1995: 49.
- sezon 1995/1996: 55.
- sezon 1996/1997: 48.
- sezon 1998/1999: 41.
- sezon 2000/2001: 33.

#### Miejsca na podium w zawodach
Gerety nigdy nie stanęła na podium zawodów PŚ.